# São João das Duas Pontes (ort)
São João das Duas Pontes är en ort i Brasilien.   Den ligger i kommunen São João das Duas Pontes och delstaten São Paulo, i den södra delen av landet, 600 km sydväst om huvudstaden Brasília. São João das Duas Pontes ligger 429 meter över havet och antalet invånare är 2 566.
Terrängen runt São João das Duas Pontes är platt. Närmaste större samhälle är Fernandópolis, 18,0 km nordost om São João das Duas Pontes.
Omgivningarna runt São João das Duas Pontes är en mosaik av jordbruksmark och naturlig växtlighet. Runt São João das Duas Pontes är det ganska tätbefolkat, med 90 invånare per kvadratkilometer.